# ميكيموتو كويتشي
ميكيموتو كويتشي (باليابانية: 御木本 幸吉، بالروماجي: Kōkichi Mikimoto) (ميكيموتو هو اسم العائلة)، (10 مارس 1858 - 21 سبتمبر 1954م)، مخترع ياباني عمل على تطوير طريقة إنتاج اللؤلؤ الزراعي.

## حياته
والده كان يعمل في دكان لبيع أطباق الأودون وهو الأرز المسلوق في قرية شيحا، محافظة ميه، اليابان. ترك كويتشي المدرسة في سن 13 سنة وبدأ بمساعدة والده، حيث يقضي نهاره في دفع عربة صغيرة لبيع الأرز، وفي سن الثامنة عشرة عمل بصيد الأسماك والغوص وصيد اللؤلؤ وبيع الأصداف وكان يهوى جمع النادر منها.
ثم قرر أن يبدأ بإنتاج اللؤلؤ الزراعي بعد أن سأل بعض أصدقائه عن كيفية تكوين اللؤلؤ. ففي سنة 1888 حصل على قرضٍ لبدء مشروعه في زراعة اللؤلؤ في خليج أغو الياباني بمساعدة زوجته أومه. فقرر ميكوموتو أن يدخل جسمًا غريبًا في كل قوقعة يجدها، فجمع عددًا من القواقع وفتحها برفق وأدخل فيها الأجسام الغريبة وانتظر عامين وبعد ذلك فتحها فلم يجد شيئًا فقد ماتت جميعًا. وحاول من جديد وهبت العواصف وماتت القواقع وخسر ميكيموتو الشيء الكثير، ولكنه لم ييأس. خلال تجاربه الطويلة تعلم ميكوموتو أن انخفاض درجة حرارة الماء إلى أقل من 7 درجات مئوية يقتل القواقع، وتعلم أيضاً أن وضع عدد كبير منها في قفص واحد يقتلها. فكر ميكوموتو أن يمسك قوقعة بها لؤلؤة طبيعية ويدرسها ويعرف بالضبط مكان اللؤلؤ. وقام بدراسة العديد من القواقع الطبيعية وعرف تماماً أين يجب أن يضع الجسم الغريب. فاكتشف أنه كان يضع الجسم الغريب في مكان غير مناسب. وقام بعملية زراعة الأجسام الغريبة في 850000 قوقعة أخرى.
في 11 يوليو 1893 وبعد عدة محاولات فشلت وعندما كان قد اقترب على الإفلاس نجح في إنتاج لؤلؤ زراعي شبه كروي. عرض إنتاجه في النرويج في عام 1897 وبدأ بالتجارة والحصول على المال. لكنه استغرق بعد ذلك حوالي 12 عاماً للحصول على لؤلؤ كروي الشكل والذي من غير الممكن تمييزه عن اللؤلؤ الطبيعي، ولكن لم يتم الإنتاج بشكل تجاري حتى عام 1920.

## وصلات خارجية
- ميكيموتو كويتشي على موقع الموسوعة البريطانية (الإنجليزية)
- ميكيموتو كويتشي على موقع مونزينجر (الألمانية)

1. 1 2  ميكوموتو ملك اللؤلؤ صحيفة البيان نسخة محفوظة 01 فبراير 2012 على موقع واي باك مشين.

- موقع شركة ميكيموتو الرسمي